# Cítoliby
Městys Cítoliby se nachází v okrese Louny v Ústeckém kraji. Žije v něm přibližně 1 100 obyvatel. Okolo městyse vedou silnice I/7 a železniční trať Kralupy nad Vltavou – Louny.

## Historie
Rozsáhlá čtvercová náves (180 × 180 m) napovídá, že se jednalo o plánovitě založenou kolonizační vesnici, patřící panovníkovi. Tento názor podporuje i první písemná zmínka o obci z roku 1325, kdy Jan Lucemburský potvrdil měšťanům Loun jejich majetky v Cítolibech. V osmdesátých letech 14. století již patřila většina vesnice přednímu šlechtickému rodu Koldiců. V polovině 15. století se zde uvádí panské sídlo. V letech 1569–1630 patřily Cítoliby rodině Hrušků z Března. Ti zde postavili renesanční zámek, zřídili faru, školu a z Cítolib učinili centrum panství. Třicetiletá válka vesnici zpustošila. Berní rula z roku 1654 eviduje z 25 usedlostí 12 opuštěných. Roku 1651 koupili cítolibské panství manželé Arnošt a Markéta Blandina Schützové z Leipoldsheimu. Za jejich vlády došlo k velkému rozvoji obce. Připojením několika dalších vesnic vzniklo rozsáhlé patrimonium se správním centrem v Cítolibech. Zde byla zřízena bažantnice, postaven nový kostel sv. Jakuba a přestavěn zámek, u něhož vznikla okrasná zahrada.
V roce 1720 získal cítolibské panství rod Pachtů z Rájova. Pachtové dokončili proměnu Cítolib v barokní rezidenci, započatou za Schützů. Arnošt Karel Pachta založil zámeckou kapelu. Zaměstnal v ní i několik hudebních skladatelů, kteří vytvořili jádro cítolibské skladatelské školy. Patří do ní Jan Janoušek, Jan Adam Gallina, Jan Nepomuk Vent, Jakub Lokaj a mnozí další. Dalším hudebním ohniskem v obci byla škola, v níž učili příslušníci rodiny Kopřivů, rovněž skladatelé. Cítolibská skladatelská škola patří mezi nejvýznamnější jevy českého hudebního klasicismu.
Roku 1797 prodal Arnošt Karel Pachta panství Cítoliby baronu Jakubu Wimmerovi, od něhož je 1803 zakoupil kníže Josef Schwarzenberg. V této rodině zůstal cítolibský statek až do pozemkové reformy, která v Cítolibech proběhla v letech 1924–1925. V roce 1813 byl na zámku zřízen lazaret pro raněné vojáky z bitvy u Chlumce, kterých zde zemřelo kolem 300. Roku 1879 byly Cítoliby povýšeny na městys, zároveň byla ukončena činnost zdejšího pivovaru.
Od 1. května 1976 do 23. listopadu 1990 byly Cítoliby součástí města Louny, poté se opět osamostatnily. S účinností od 10. října 2006 byl obci vrácen status městyse. Městys je členem zájmového sdružení obcí Mikroregion Lounské podlesí, založeného roku 2003.

## Obyvatelstvo
|           | 1869 | 1880 | 1890  | 1900  | 1910  | 1921  | 1930  | 1950  | 1961  | 1970 | 1980 | 1991 | 2001 | 2011  |
| --------- | ---- | ---- | ----- | ----- | ----- | ----- | ----- | ----- | ----- | ---- | ---- | ---- | ---- | ----- |
| Obyvatelé | 900  | 991  | 1 025 | 1 235 | 1 358 | 1 325 | 1 305 | 1 084 | 1 060 | 982  | 994  | 918  | 955  | 1 074 |
| Domy      | 101  | 118  | 130   | 151   | 182   | 219   | 302   | 321   | 301   | 288  | 285  | 336  | 348  | 372   |

## Pamětihodnosti

### Kostel svatého Jakuba Většího
Dominantou obce je kostel sv. Jakuba Většího, který se stavěl v letech 1714–1715. Jeho architekt je neznámý. Interiér kostela je vyzdoben skulpturami Matyáše Bernarda Brauna, oltářní obrazy namaloval Václav Vavřinec Reiner. Současné kostelní varhany postavil v roce 1901 pražský závod Rejna a Černý. Ty nahradily barokní koncertní nástroj, na který hráli mj. členové rodiny Kopřivů a který byl v období socialismu zničen na Novém Hradě. V roce 2009 byly restaurovány barokní věžní hodiny.

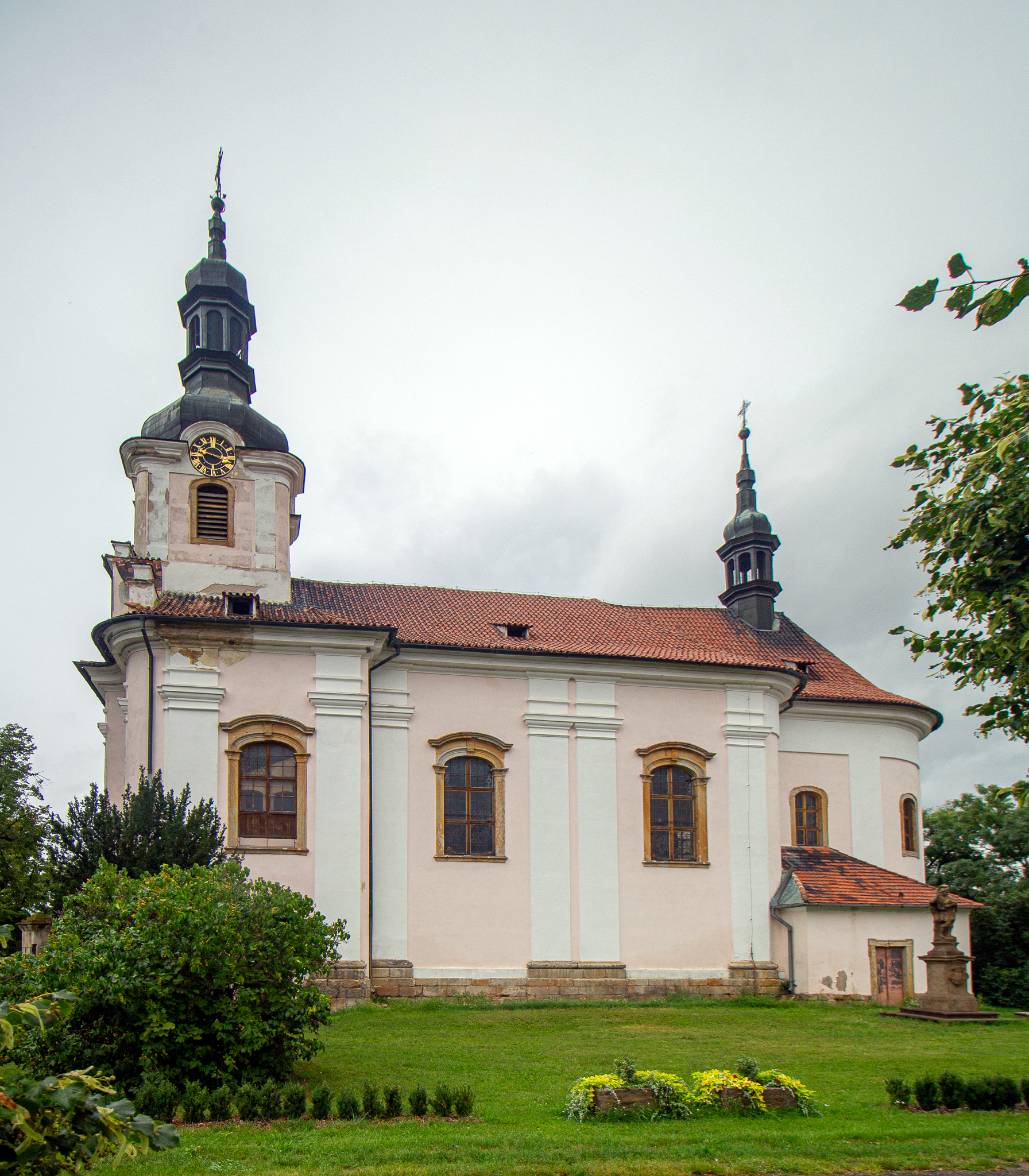
Kostel sv. Jakuba od jihu

### Zámek
V jihozápadní části obce stojí trojkřídlý cítolibský zámek. Jeho podoba je barokní, ale východní (průčelní) a severní křídlo pocházejí ze 16. století. Zámek vznikal postupně v letech 1668–1668, kameníci a políři byli převážně Italové. V 17. století byla kolem zámku zřízena okrasná zahrada, zahradním architektem byl Jan Tulipán. Ještě za Schützů byla východně od vsi zřízena bažantnice. Z ní se dochovaly základy ohradní zdi, správcův domek, rybník a dva mostky přes potok.

### Dílo Matyáše Bernarda Brauna
Až do konce 19. století se v obci dochoval mnohem rozsáhlejší soubor barokních kamenných skulptur než dnes. Koncem druhého desetiletí osmnáctého století byla zámecká zahrada vyzdobena souborem skulptur z dílny Matyáše Bernarda Brauna a v roce 1766 dalšími sochami od slánského sochaře Arnošta Linka. Celkem se jednalo o 44 skulptur. V roce 1907 byly odvezeny k restaurování do Vídně, odkud se již nevrátily. Dnes jsou instalovány v zahradě zámku Neuwaldegg na předměstí Vídně.
Z původní výzdoby se dochovaly následující skulptury. Nejstarší z nich je sloup Nejsvětější Trojice z roku 1680, který nechala postavit Markéta Blandina jako výraz díků, že se cítolibskému dominiu vyhnula morová epidemie. Dnešní umístění sloupu na návsi není původní. Stál na prostranství před zámkem, kde ho v roce 1715 nahradil jiný trojiční sloup, tentokrát z dílny Matyáše Bernarda Brauna. Ve své dnešní podobě představuje pouhé torzo původního stavu.

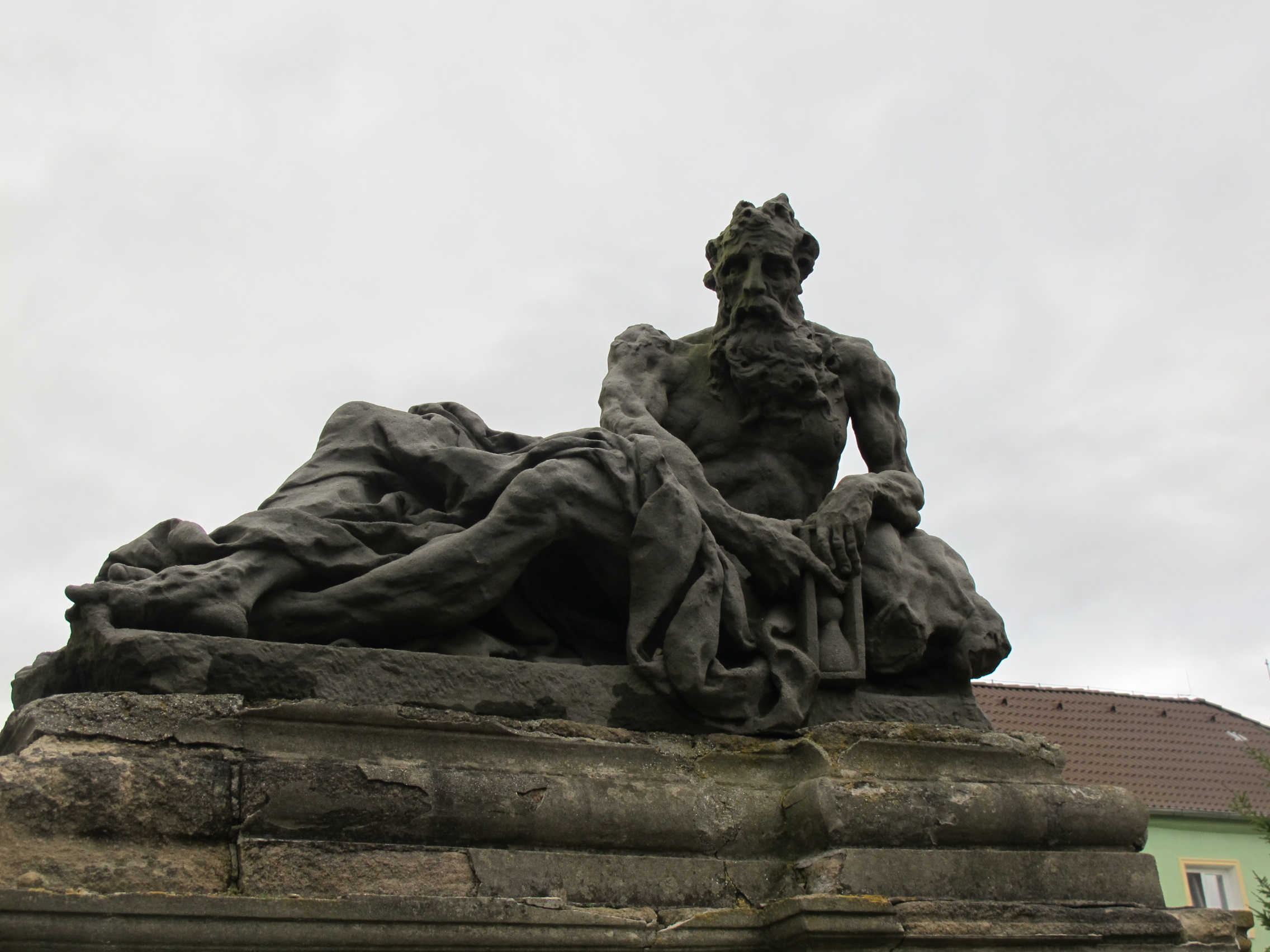
Alegorie Stáří (Času) - Chronos, M. B. Braun kolem 1715

Na návsi jsou dále umístěny následující barokní skulptury: svaté Barbory, svatého Linharta, svatého Prokopa a před farou svatého Václava. Posledně jmenovaná skulptura pochází z Liběšic u Žatce a na stávající místo byla osazena roku 1976. Za práci z Braunova okruhu lze zřejmě považovat sochu sv. Prokopa. sv. Barbora stávala původně při silnici na Chlumčany. Vrcholnými Braunovými díly jsou alegorie Stáří a Mládí na zdi před kostelem. Skulptura polonahého ležícího starce s přesýpacími hodinami v rukou, známá pod názvem Chronos, patří k nejpůsobivějším skulpturám českého baroka. Obě sochy jsou kopie, originály jsou umístěny v Lounech v kostele sv. Petra.

### Další památky
- barokní věžový vodojem na návsi ze začátku 18. století
- výklenková kaplička svaté Apolonie – nachází se v ohybu cesty do Brlohu
- socha svatého Bernarda – původně umístěna ve Všechlapech u Libčevsi, nyní stojí kostela svatého Jakuba
- socha svatého Jana Nepomuckého – stojí na levé straně silnice do Líšťan
- sochy svatého Jana a svatého Pavla z roku 1756 u kostela svatého Jakuba, v roce 1976 přemístěny z Líčkova[14]
- archeologické naleziště hradiště Hrádek – výšinné opevněné sídliště
- zemědělský dvůr Ovčín na ulici Zeměšská
- venkovská usedlost na Tyršově náměstí čp. 47
- špitál skladatele Kopřivy na adrese Na Plevně čp. 60
- dělnický dům Zeměšská čp. 219
- Akát v Cítolibech – na dvoře u fary[15]

Moderní architekturu zastupuje v Cítolibech kolonie rodinných domků, projektovaná v roce 1922 pražským architektem Františkem Vahalou.

## Doprava
Obcí prochází silnice II/229 do Loun dále III/22941 a III/22940. Na severu obce prochází v polovičním profilu silnice I/7 která se v roce 2023 přemění na dálnici D7 z Prahy do Chomutova

## Významné osobnosti spojené s obcí
- Jan Adam Gallina (13. prosince 1724 Cítoliby – 5. ledna 1773, Cítoliby) hudební skladatel, autor několika symfonií. V letech 1750–1773 ředitel zámecké hudby.
- Václav Jindřich (10. prosince 1855, Cítoliby – 27. března 1898 Cítoliby) cítolibský starosta 1882–1897 a od 1889 mladočeský poslanec zemského sněmu.

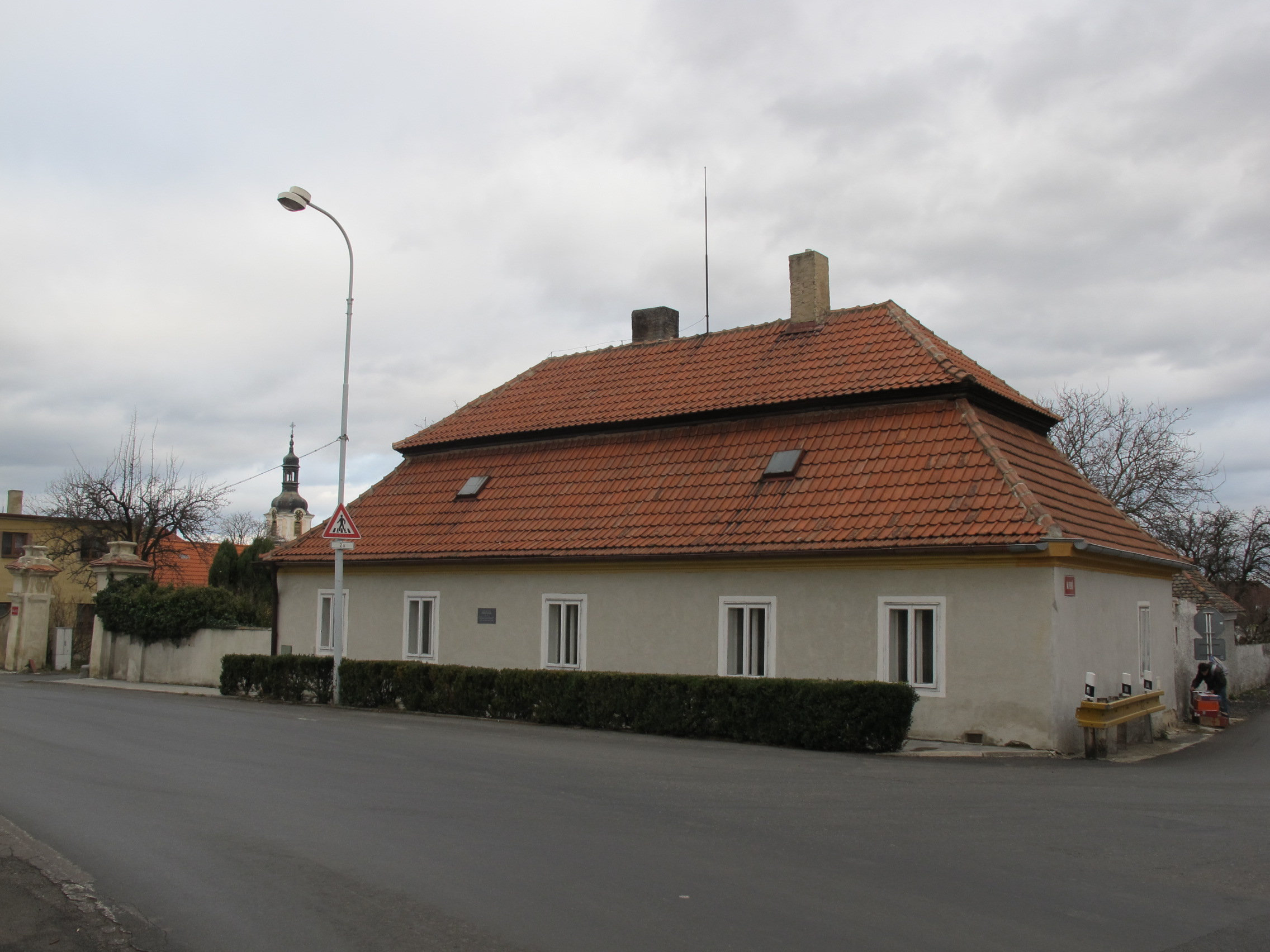
Rodný dům Edmunda Kaizla

- Edmund Břetislav Kaizl (20. února 1836, Cítoliby – 15. dubna 1900 Praha) překladatel, politik a právník. Rodný dům Edmunda Kaizla Od roku 1874 poslancem v zemském sněmu. Překládal z francouzské a angloamerické literatury.
- Jan Jáchym Kopřiva (17. března 1754, Cítoliby – 17. srpna 1792, Cítoliby) hudební skladatel, člen cítolibské skladatelské školy. 1778–1792 kantor v Cítolibech.
- Karel Blažej Kopřiva (9. února 1756, Cítoliby – 15. května 1785, Cítoliby) varhanní virtuóz, nadaný hudební skladatel, člen cítolibské skladatelské školy.
- Václav Jan Kopřiva (8. února 1708 Brloh – 7. června 1789 Cítoliby) hudební skladatel, zakladatel cítolibské skladatelské školy. 1730–1778 působil v Cítolibech jako kantor a regenschori.
- Vlasta Kubíková-Janotová (16. března 1888 Cítoliby – 1962, Cítoliby). Operní pěvkyně. Působila v Divadle na Vinohradech v letech 1911–1919 v plzeňské opeře a 1919–1925 v Brně. Od roku 1936 učila v Praze soukromě zpěv.
- Jakub Lokaj (7. července 1752, Cítoliby – ?) hudební skladatel, člen cítolibské skladatelské školy. Zřejmě nahradil Jana Adama Gallinu ve funkci ředitele zámecké hudby. Na zámku měl funkci hofmistra.
- Vladislav Mirvald (3. srpna 1921, Záluží (Litvínov) – 19. dubna 2003, Louny). Malíř, fotograf, pedagog. Byl jednou z klíčových osobností českého konstruktivního umění, osobitým malířem a vynálezcem nových výtvarných postupů. Restauroval oltářní obrazy z kostelů v Cítolibech a Lounech. V Cítolibech žil v letech 1947–1965.

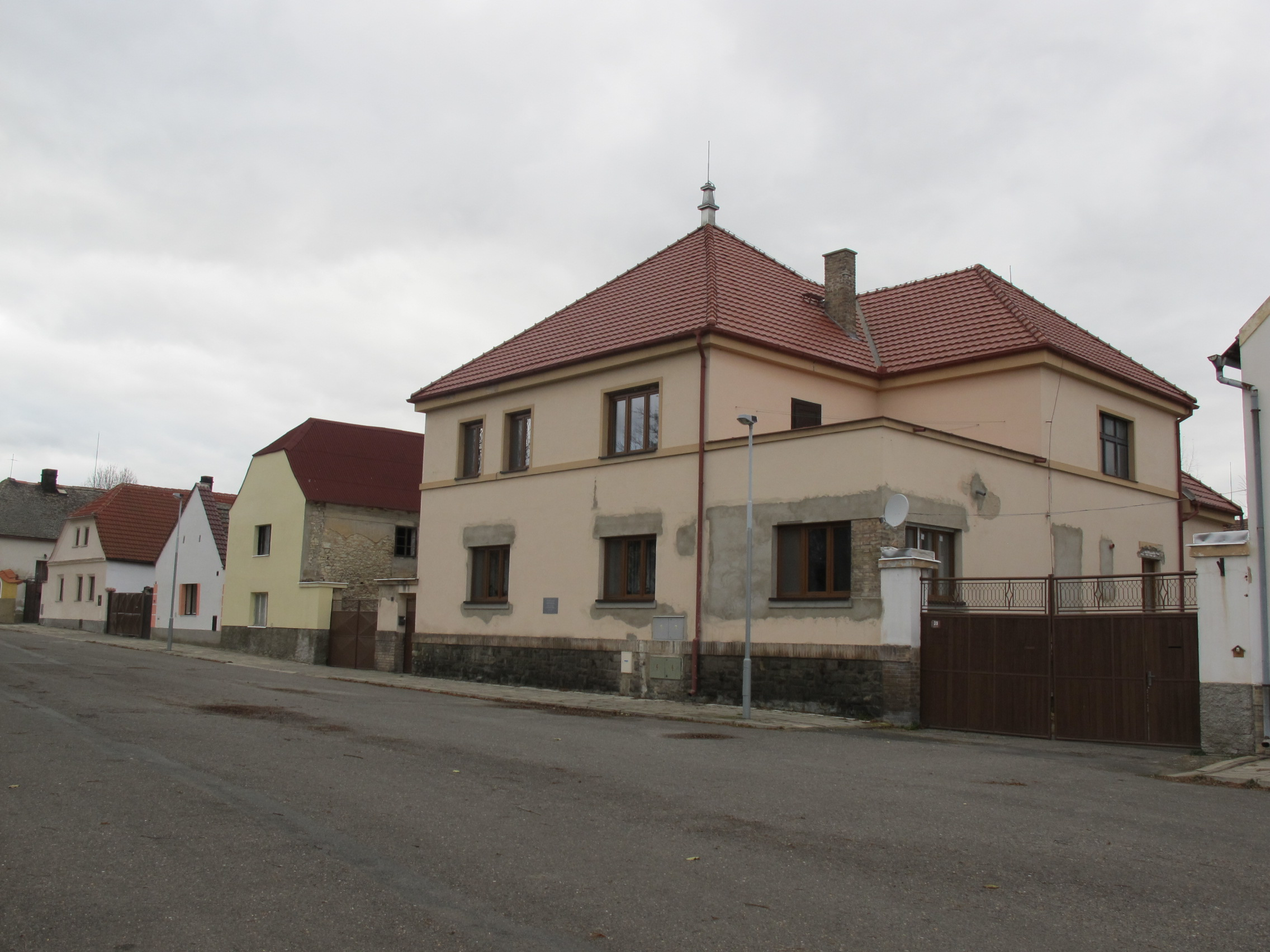
Rodný dům Josefa Mockera

- Josef Mocker (22. listopadu 1835, Cítoliby – 16. ledna 1899, Praha) architekt a hlavní představitel purismu v oblasti restaurování stavebních památek. Rodný dům Josefa Mockera Projektoval západní dvojvěží svatovítské katedrály a kostel svaté Ludmily v Praze na Vinohradech. Do novogotické podoby upravil mj. Karlštejn, Křivoklát, Konopiště, Prašnou bránu v Praze, kostely v Kutné Hoře, Plzni, Prachaticích či v Rakovníku.
- Josef Pernet (26. února 1841, Cítoliby – ?) významný cítolibský starosta (1876–1882). Zasloužil se o povýšení Cítolib na město v roce 1879 a založil spolek dobrovolných hasičů.
- Antonín Jaroslav Puchmajer (7. ledna 1769 Týn nad Vltavou – 29. září 1820 Praha), český spisovatel, překladatel a vlastenecký kněz. Od prosince 1805 do dubna 1807 byl cítolibským farářem.
- František Vladislav Schneider (17. března 1862, Pnětluky – 29. listopadu 1918 Cítoliby) chmelařský odborník a pedagog. Jednatel Českého chmelařského spolku a od 1897 redaktor Chmelařských listů. 1909–1918 ředitel cítolibské školy.
- Eduard Sochor (23. září 1862, Vlčí (Chlumčany) – 6. června 1947, Řevnice) architekt, představitel purismu v oblasti restaurování stavebních památek. Restauroval mj. Kokořín, hradní kapli na Rábí, Pražskou bránu v Rakovníku. Autor několika novostaveb historizujících kostelů a vilové kolonie v Řevnicích. Bratr Václava Sochora. Mládí prožil v Cítolibech.
- Václav Sochor (7. října 1855, Obora (okres Louny) – 23. února 1935, Řevnice) malíř portrétů a vojenských výjevů, tvořil v akademickém konzervativním stylu. 1877–1895 žil v Paříži, kde se stýkal mj. s Alfonsem Muchou. Jeho díla vlastní mj. i Národní galerie. Po návratu z Paříže se vrátil do Cítolib na statek čp. 42, který jeho rodiče vlastnili od 1875. Bratr Eduarda Sochora.
- Zdeněk Šesták (10. prosince 1925, Cítoliby) přední český soudobý hudební skladatel a muzikolog. Autor symfonií, orchestrálních koncertů, komorní hudby a sborových skladeb. Znovuobjevil díla autorů cítolibské skladatelské školy připravil jejich vydání na hudební nosiče a uvedl je na koncertní pódia.
- Jan Nepomuk Vent (27. června 1745, Divice – 3. července 1801, Vídeň) hudební skladatel, člen cítolibské skladatelské školy. Počátkem 70. let 18. století odešel z cítolibské zámecké kapely do Vídně, kde se stal císařským dvorním hudebníkem. Jeho skladby zejména pro dechové nástroje jsou zastoupeny v předních evropských hudebních sbírkách. Stýkal se s Ludwigem van Beethovenem.

## Galerie

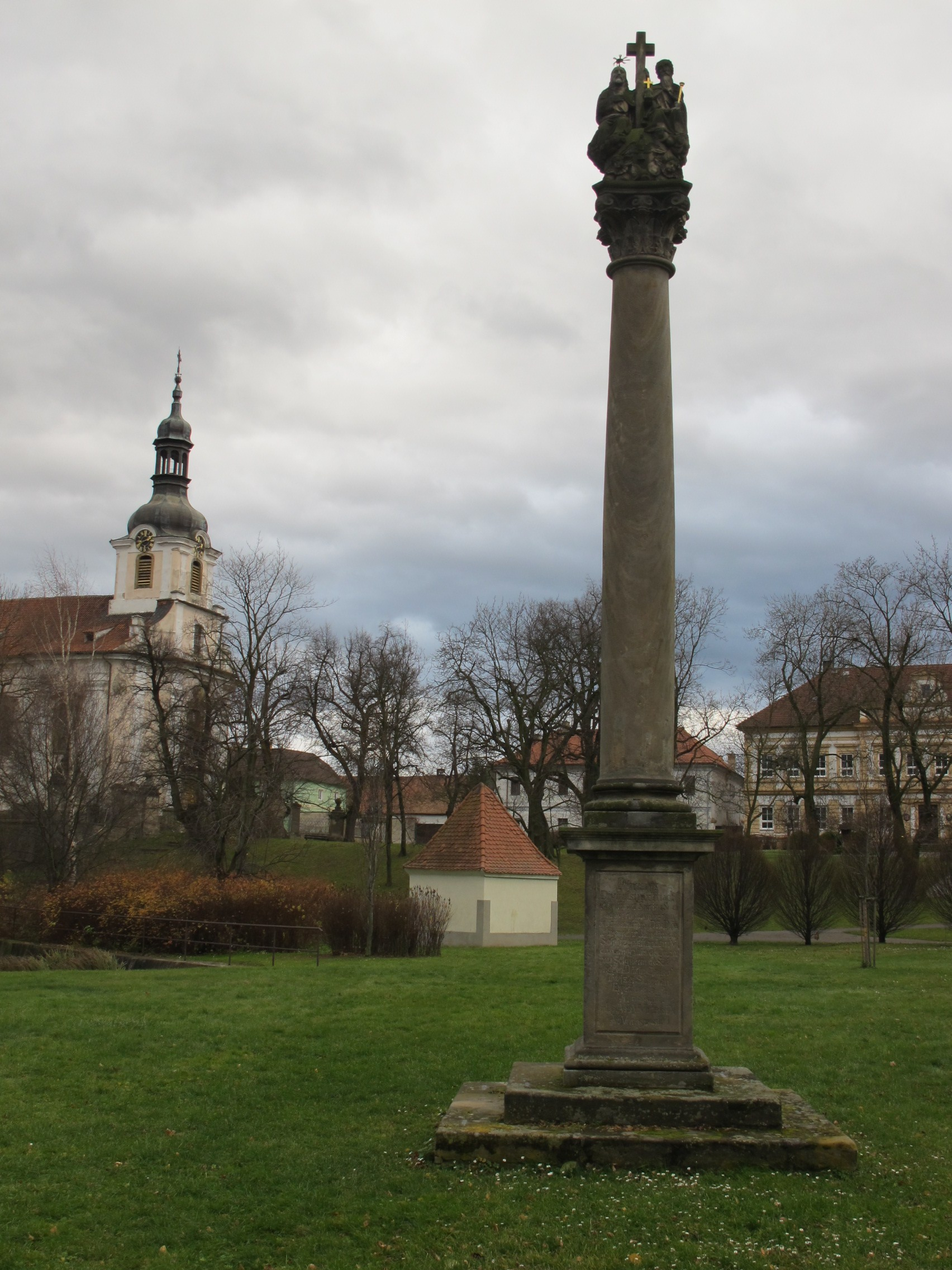
Sloup Nejsvětější Trojice z roku 1680
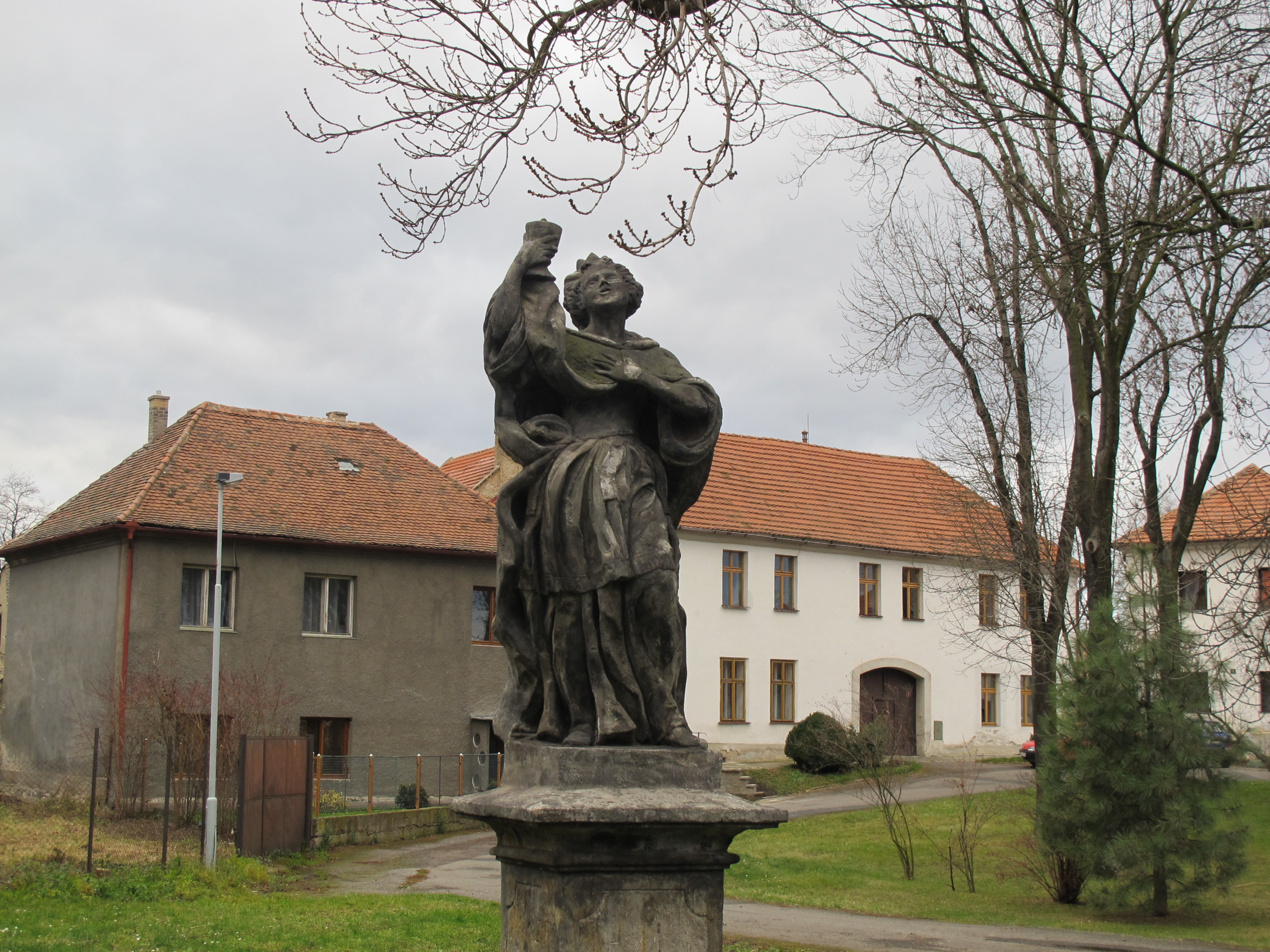
Plastika sv. Barbory, 18. století
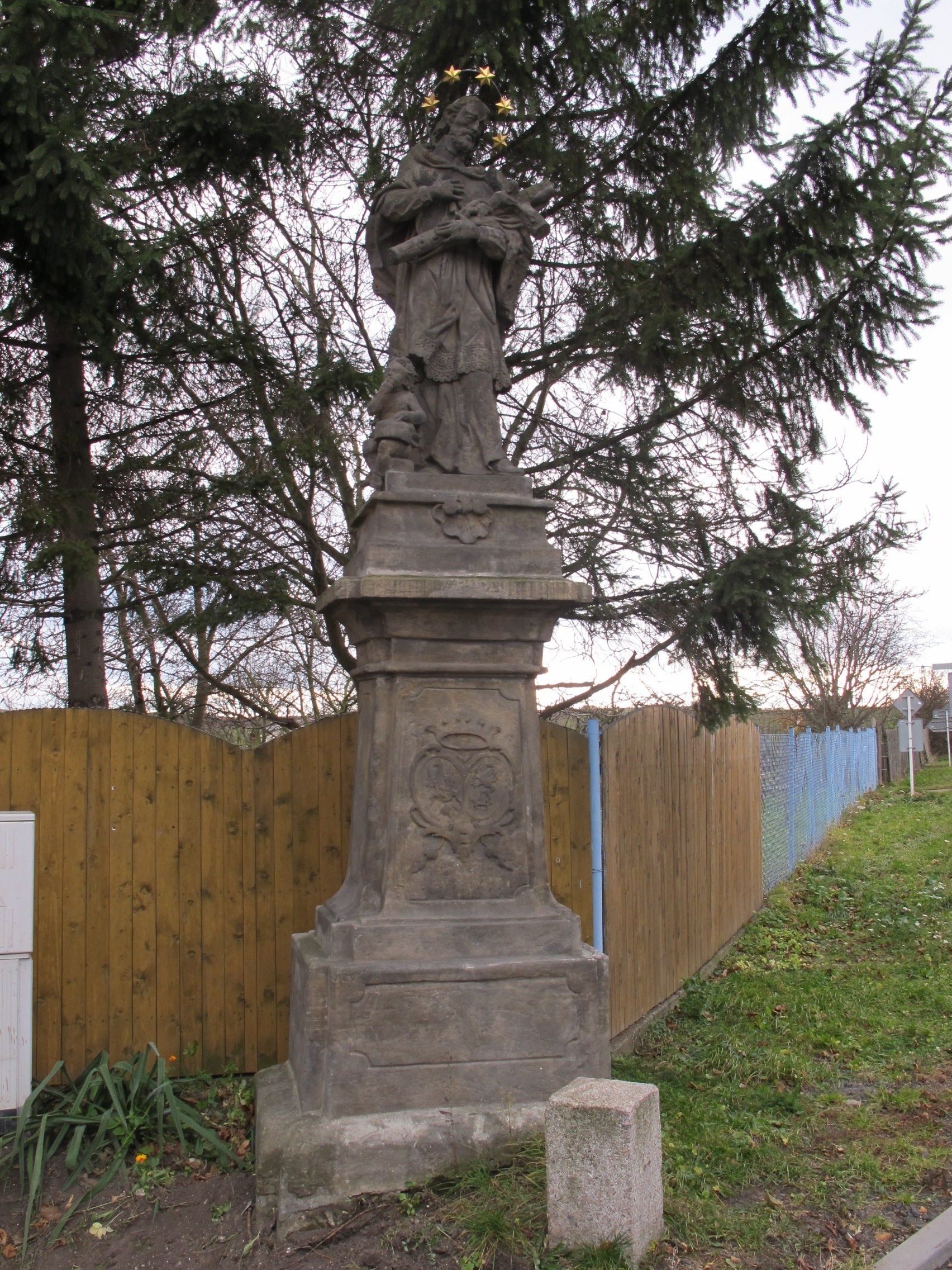
Plastika sv. Jana Nepomuckého z roku 1770
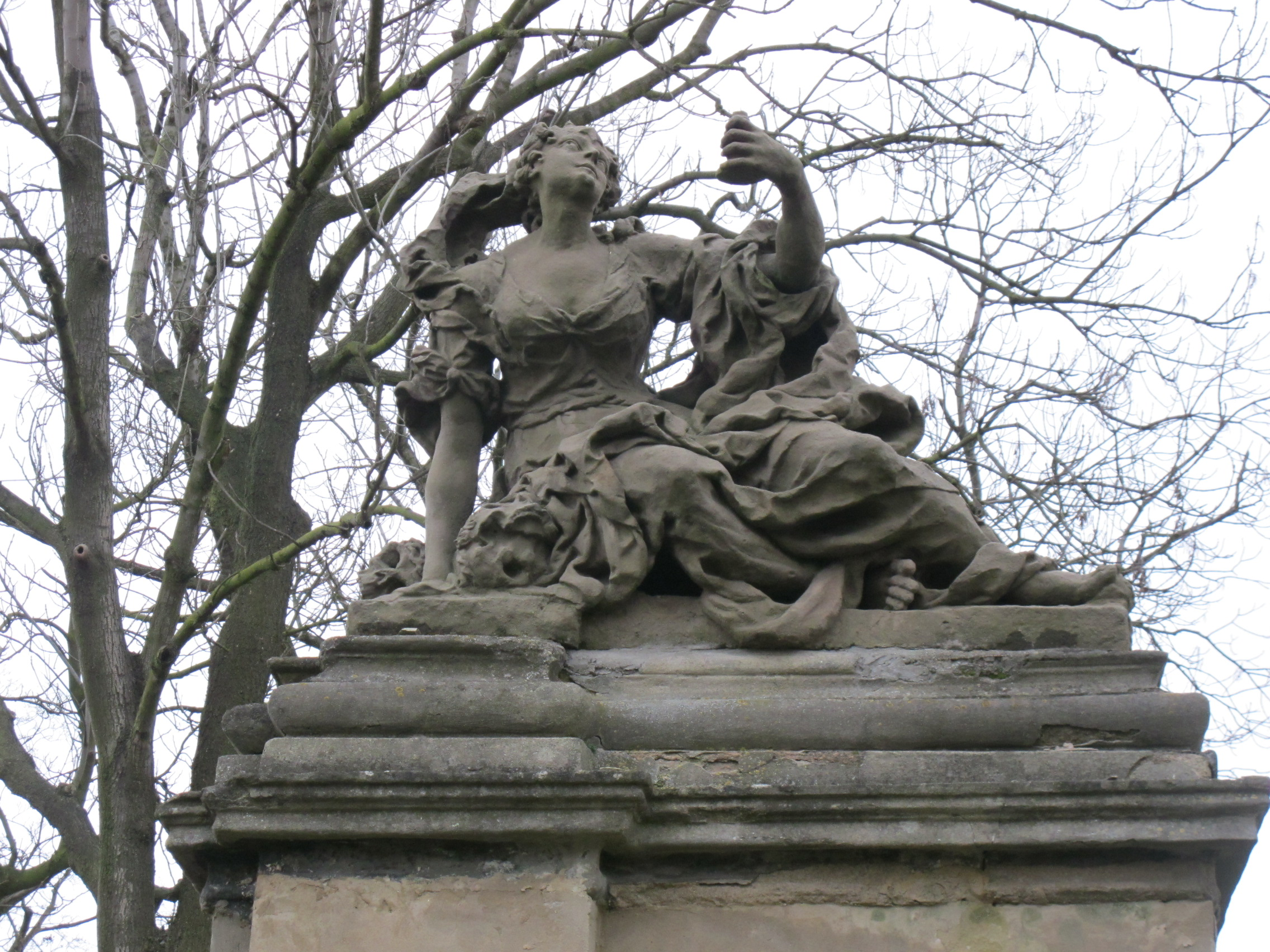
Alegorie Víry (Mládí), M. B. Braun kolem 1715
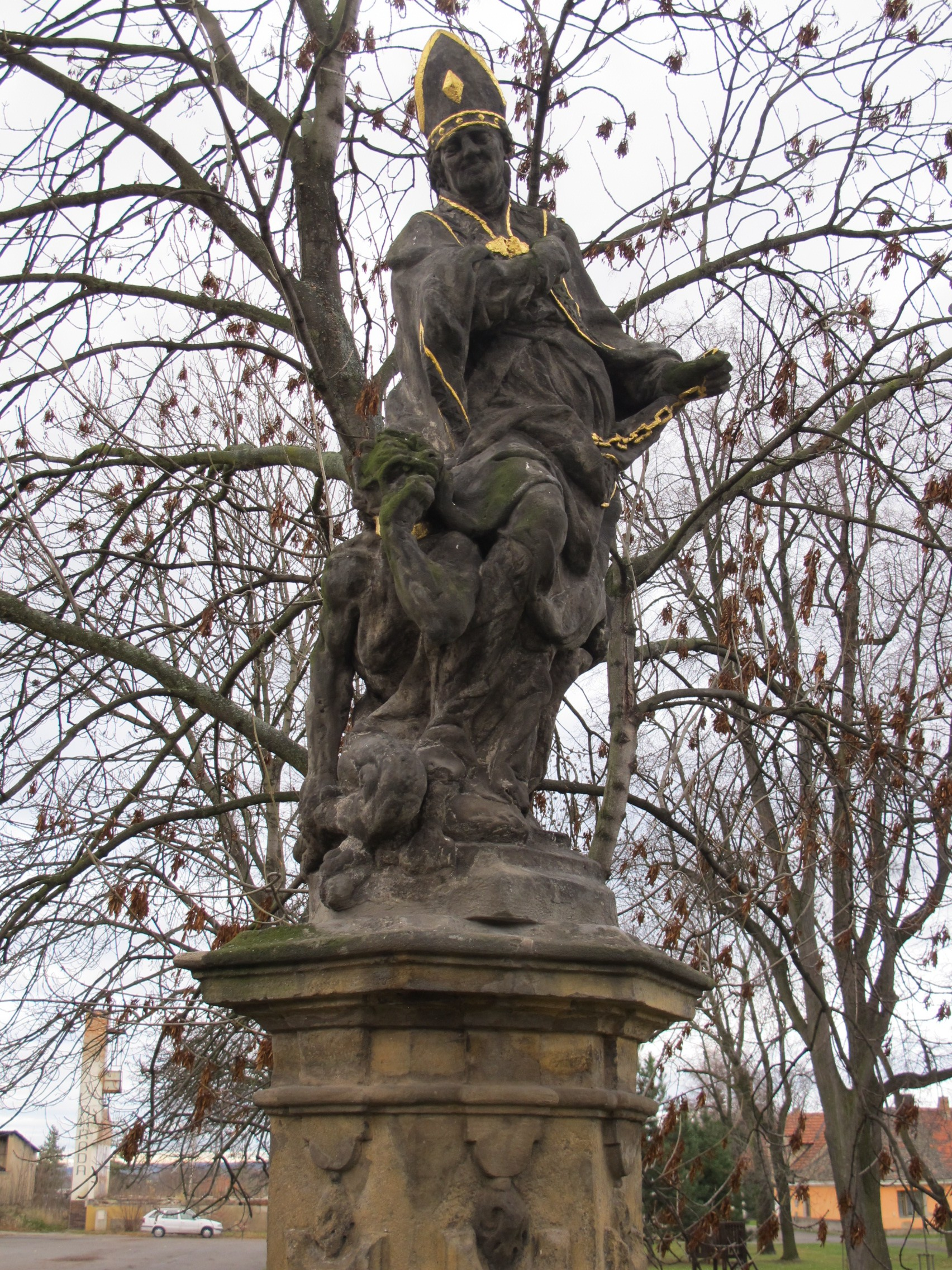
Plastika sv. Prokopa, snad z dílny M. B. Brauna
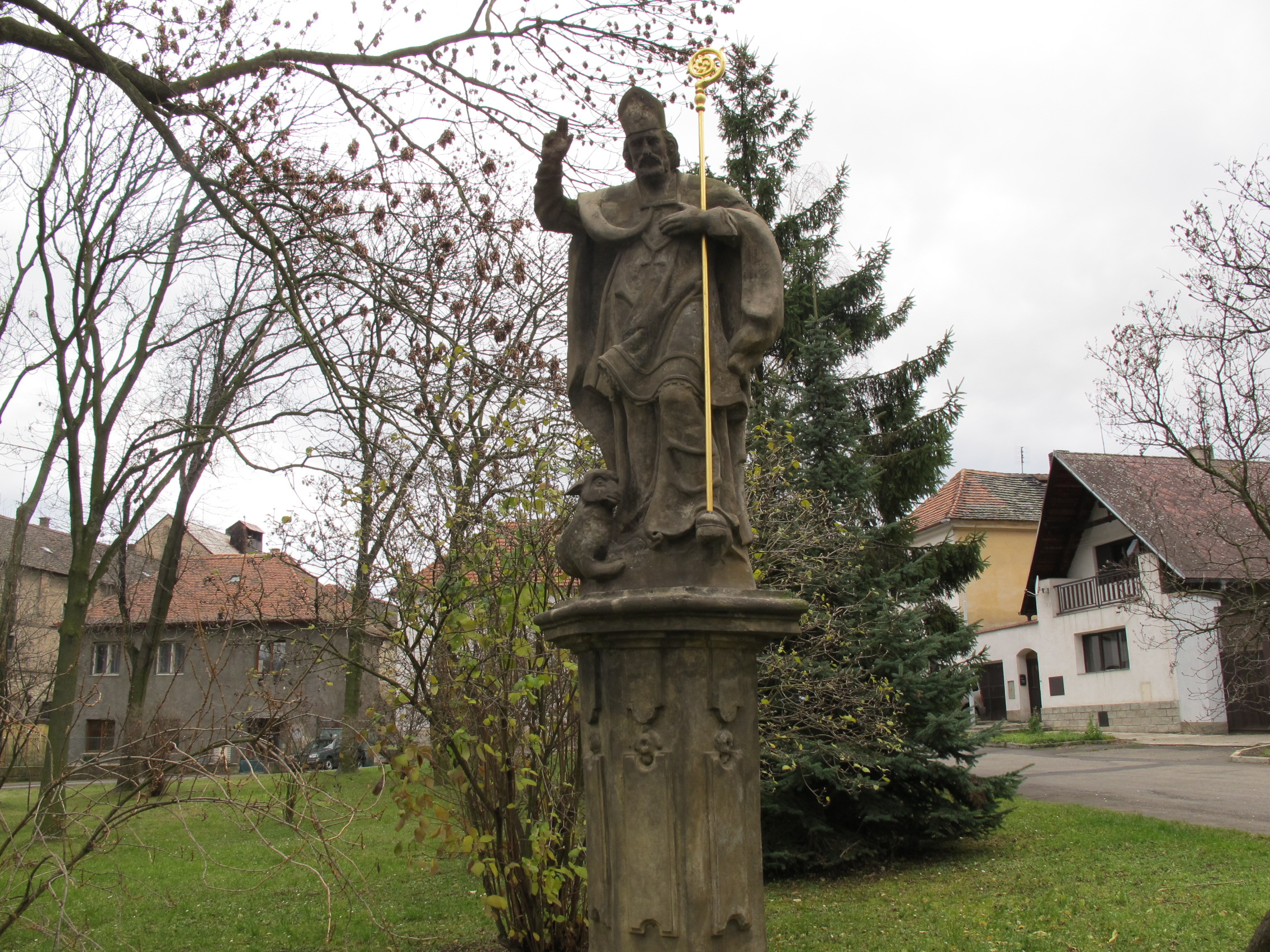
Plastika sv. Linharta, 18. století
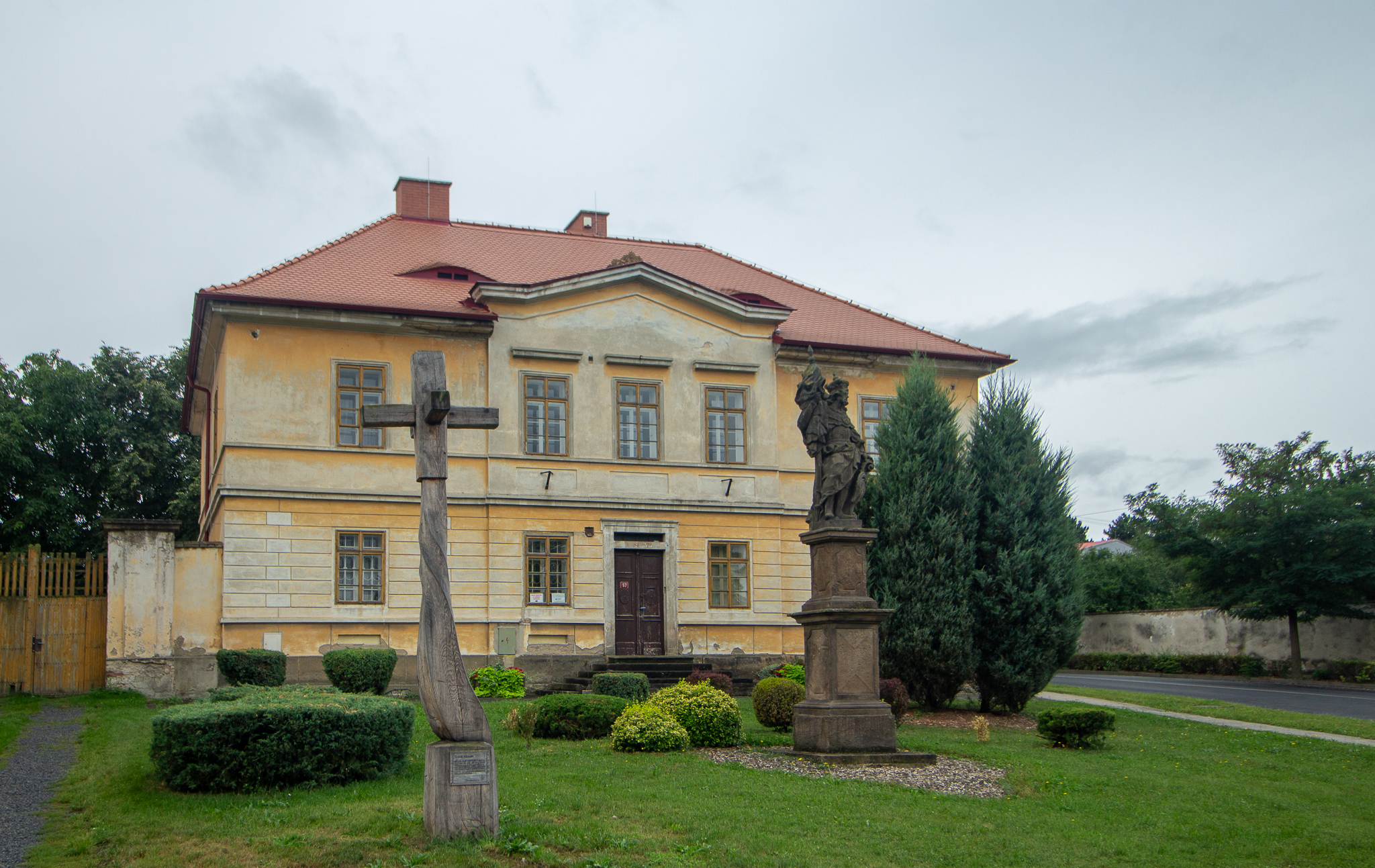
Fara s barokní plastikou sv. Václava
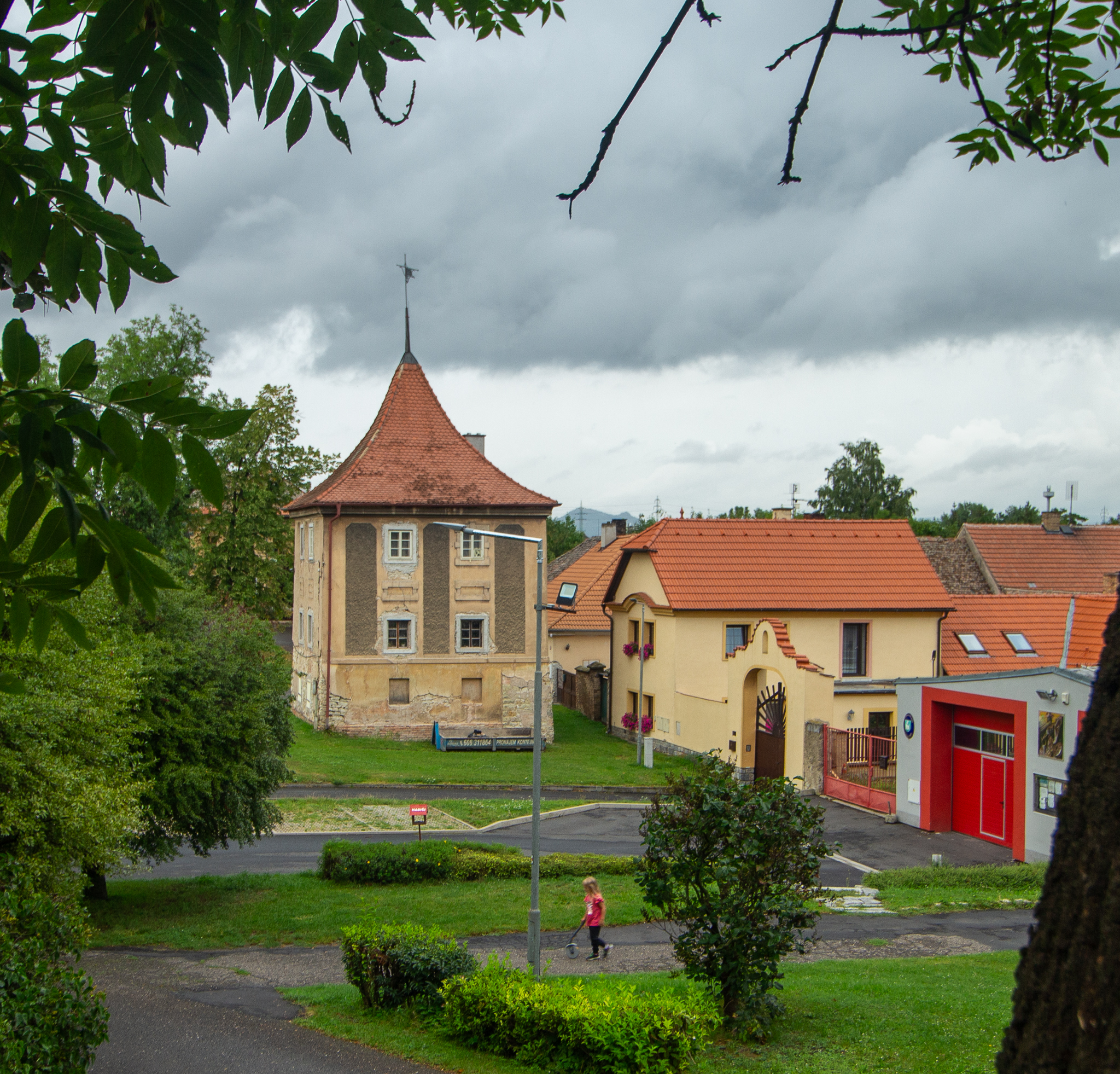
Vodárenská věž z 18. století